# Val-d'Illiez
Ne doit pas être confondu avec val d'Illiez.
Val-d'Illiez est un village et une commune suisse du canton du Valais, située dans le district de Monthey. Le val d'Illiez, vallée dans laquelle la commune est située, lui a donné son nom.

## Géographie

### Situation
La commune de Val-d'Illiez s'étend sur 39,26 km2. Lors du relevé de 2013-2018, les surfaces d'habitations et d'infrastructures représentaient 4,5 % de sa superficie, les surfaces agricoles 37,5 %, les surfaces boisées 37,3 % et les surfaces improductives 20,6 %.
| Monthey        | Troistorrents | Troistorrents |
| Montriond (FR) | Val-d'Illiez  | Vérossaz      |
| Champéry       | Evionnaz      | Saint-Maurice |

### Climat
| Mois                              | jan. | fév. | mars | avril | mai  | juin | jui. | août | sep. | oct. | nov. | déc. |
| --------------------------------- | ---- | ---- | ---- | ----- | ---- | ---- | ---- | ---- | ---- | ---- | ---- | ---- |
| Température minimale moyenne (°C) | −5,5 | −4,3 | −1,6 | 1,8   | 5,5  | 8,6  | 10,6 | 10,1 | 8,1  | 4    | −0,3 | −3,8 |
| Température moyenne (°C)          | −1,9 | −0,5 | 3    | 6,6   | 10,7 | 14,1 | 16,3 | 15,6 | 13,1 | 8,3  | 3,1  | −0,7 |
| Température maximale moyenne (°C) | 1,7  | 3,4  | 7,6  | 11,5  | 16   | 19,7 | 22,1 | 21,2 | 18,1 | 12,6 | 6,5  | 2,5  |
| Précipitations (mm)               | 90   | 87   | 78   | 71    | 86   | 94   | 81   | 99   | 85   | 77   | 95   | 95   |

### Transports
- Sur la ligne ferroviaire AOMC : Aigle - Ollon - Monthey - Champéry
- A9 (Brigue-Lausanne-Vallorbe)  18 (Saint-Triphon) et   19 (Bex)

## Toponymie
Val-d'Illiez a porté plusieurs noms au cours de son histoire. Le premier connu est « Illiacum » ou « Yliacum » daté de 1180, suivi de « Iliacam vallem » ou « vallis Iliaca » aux XIIe et XIIIe siècles, « Ylliez » en 1200, « Ylies » ou « Illyes » en 1235, « Ylliez » en 1263, « Ylles » en 1281, « Yllier » en 1436, « Illiaci » en 1491 et « val de Lie » en 1690.
Le nom latin « Illiacum » vient du patronyme en vieil allemand, « Illus », venant lui du vieux norrois « illr », signifiant « mauvais » et associé au suffixe « -iacum ». Le nom latin serait ainsi dérivé du nom d'un personnage, signifiant « domaine d'Illus »,.

## Population et société

### Gentilé et surnom
Les habitants de la commune se nomment les Val-d'Illiens (fém. : Val-d'Illiendzes).
Ils sont surnommés les Tsétrains, la tsintre désignant un long terrain étroit où les habitants épanchaient le fumier.

### Démographie

#### Évolution de la population
Val-d'Illiez compte 2 146 habitants au 31 décembre 2022 pour une densité de population de 55 hab/km2. Sur la période 2010-2019, sa population a augmenté de 17,9 % (canton : 10,5 % ; Suisse : 9,4 %).  

#### Pyramide des âges
En 2020, le taux de personnes de moins de 30 ans s'élève à 28,9 %, au-dessous de la valeur cantonale (31,7 %). Le taux de personnes de plus de 60 ans est quant à lui de 27,2 %, alors qu'il est de 26,6 % au niveau cantonal.
La même année, la commune compte 1 072 hommes pour 1 002 femmes, soit un taux de 51,7 % d'hommes, supérieur à celui du canton (49,6 %).
| Hommes | Classe d’âge | Femmes |
| ------ | ------------ | ------ |
| 0,1    | 90 ans ou +  | 1,3    |
| 8,0    | 75 à 89 ans  | 8,6    |
| 18,0   | 60 à 74 ans  | 18,3   |
| 21,5   | 45 à 59 ans  | 21,1   |
| 21,8   | 30 à 44 ans  | 23,7   |
| 15,5   | 15 à 29 ans  | 13,1   |
| 15,0   | - de 14 ans  | 14,1   |

| Hommes | Classe d’âge | Femmes |
| ------ | ------------ | ------ |
| 0,5    | 90 ans ou +  | 1,2    |
| 7,5    | 75 à 89 ans  | 9,4    |
| 16,8   | 60 à 74 ans  | 17,7   |
| 22,2   | 45 à 59 ans  | 21,7   |
| 20,3   | 30 à 44 ans  | 19,4   |
| 17,7   | 15 à 29 ans  | 16,6   |
| 14,9   | - de 14 ans  | 14,1   |

## Tourisme
Les hameaux des Crosets et de Champoussin font partie du domaine skiable des Portes du Soleil.

## Culture et patrimoine

### Personnalités liées à la commune
- Jean-Jacques Rey-Bellet, conseiller d'État
- Pierre-Maurice Rey-Bellet
- Hélène Rey, sage-femme

### Héraldique
| Blason | Blasonnement : « D'azur au massif des dents du Midi d'argent, surmonté d'une corne d'abondance d'or contournée et garnie de rhododendrons au naturel, trois sapins de sinople futés au naturel mouvant de trois coupeaux de sinople et de deux maisons de gueules au pied des sapins dextre et senestre et brochant sur leur fût. » |

Les armes de Val-d'Illiez ne sont pas classiques mais représentent bien le territoire communal. La corne d'abondance représente la dépendance du village jusqu'en 1607 auprès de l'abbaye d'Abondance. Les trois sapins sont communs aux armoiries de Champéry et Troistorrents. L’Armorial Valaisan de 1946 est le premier à inclure les dents du Midi en arrière-plan. En 1950 encore, les armoiries sont gravées sur le pont de la Tine sans les dents du Midi et avec les maisons placées entre les sapins.

### Fonds d'archives
- Fonds : Val-d'Illiez, commune (14e siècle-20e siècle) [29,70 mètres].  Cote : CH AEV, AC Val-d'Illiez. Sion : Archives de l'État du Valais (présentation en ligne)..
- Fonds : Val-d'Illiez, prieuré (archives paroissiales) (1470-1944) [1,29 mètre].  Cote : CH AEV, Prieuré Val-d'Illiez. Sion : Archives de l'État du Valais (présentation en ligne)..